# Јожеф Пехан
Јожеф Пехан (Чиб,  21. фебруара 1875 — Нови Врбас, 6. март 1922) био је сликар.

## Биографија
Отац му је био досељеник из Моравске, а мајка, Марија Пардон, родом из села Обровац. Након развода родитеља Јожеф се са мајком преселио у Бачку Паланку. Након основне школе, радио је као браварски и молерски шегрт. Својим радовима, понајвише цртежима, привукао је пажњу паланачких Немаца. Са сликаром Ференцом Ајзенхутом упознао га је капетан Фердинанд Вебер. Ово познанство је за Пехана представљало животну прекретницу.
Под менторством Ференца Ајзенхута 1889. године, Јожеф Пехан је отишао у Минхен, где је 1891. године уписао Баварску уметничку академију. Био је студент у класи професора Николаса Гизиса (1842—1901). Након пола године добио је и стипендију мађарске владе, али је из непознатих разлога напустио академију. Кратко је боравио у Бечу, а 1893. године се вратио у Бачку Паланку.
Као дошљак у Новом Врбасу врло брзо је постао популаран међу мештанима Новог Врбаса. После кратког времена као сликар и фотограф, пројектовао је зграде, купалиште, музичку и плесну дворану за „Касину“ у Врбасу, режирао позоришне представе, компоновао музичке комаде, формирао квартет у коме и је и свирао, писао драме, држао предавања, опробао се и у вајарству.
Умро је у марту 1922. од срчаног удара. Суграђани су приредили погреб примерен његовој величини, а пријатељ, вајар Ференц Међеши исклесао је надгробни споменик. Син Адалберт Бела Пехан (1906-1986) такође је био академски сликар. Највећи број Пеханових дела чува се у Градском музеју у Врбасу.

## Фотограф
Фотографски занат изучио је у Новом Саду. Године 1897. са породицом се преселио у Нови Врбас где је отворио фотографску радионицу „Atelier del Monte” која је у првој деценији 20. века била једна од најпознатијих фотографских радњи у Бачкој. Фото-предлошке користио је као „предстудије“ за многе слике и на тај начин је фотографија имала значајну улогу у његовом сликарству.

## Уметнички рад
Први пут је учествовао на Пролећној изложби Удружења ликовних уметника у Будимпешти 1899. године са сликом „Последња шибица“. Због негативне критике на следећој изложби у пештанском салону уметника, 1903. године, слику „Резервиста“ изложио је под псеудонимом Јожеф Рима. Много боље критике подстакле су га на даље усавршавање. Већ 1904. године отишао је у Минхен, у приватну школу Шимона Холошија (1857-1918), оснивача уметничке колоније Нађбања (1896). У Холошијевој школи не само да се ослободио академизма и открио лични ликовни наратив, него и је и упознао више сјајних младих сликара, представника модерног сликарства, а са Шандором Цифером и Белом Цобелом је остварио искрена пријатељства. Прикључио се неоимпресионистима и учествовао на колонији у Нађбањи 1908. године. Наредне године постао је члан и један од оснивача удружења „Дом уметника“ и отворио атеље у Будимпешти. У Дому уметника у Будимпешти, 1913. године, организовао је своју прву самосталну изложбу од стотинак платана, цртежа и скица. Са овом изложбом обишао је Врбас, градове Бачке, а затим и многе градове Угарске. Ово је постала прва модерна војвођанска изложба слика. Исте године обишао је Сарајево и Дубровник. На овом путовању је настало мноштво вредних слика и цртежа са нагласком на оријенталним мотивима и жанр-сценама. У заносу уметничког деловања 1914. године основао је сликарску школу у Бачкој Тополи.
Избијање Првог светског рата је сурово прекинуло налет динамичног стварања и деловања свестраног уметника великог потенцијала. Мобилисан је 20. јануара 1915. године, а 8. маја 1916. године је услед срчаних тегоба повучен са ратишта. Те године је боравио у Београду као ратни сликар, остављајући за собом цртеже и слике као документацију. По завршетку рата, 1918. године, представио је самосталну изложбу од 58 слика, 2 пастела, 48 цртежа и акварела.

## Галерија
- Аутопортрет
- Слика Јожефа Пехана „После купања”
- Купачице
- Седећи акт
- Господин с наочарима
- Сарајево
- Човек и жена у шетњи
- Човек са брковима
- Партија шаха
- Портрет жене с плавом капом
- Лежећи акт
- Слика Јожефа Пехана
- Зима
- Дечак
- Сањарење
- Стојећи акт
- Аутопортрет
- Аутопортрет
- Лого фотографског студија Јожефа Пехана
- Надгробни споменик Пехану, који је 1924. обликовао Ференц Међеши
- Изложба
- Изложба слика Јожефа Пехана у музеју у Врбасу
- Део изложбе Пеханових слика